# Zvjozdnaja (metrostation)
Zvjozdnaja (Russisch: Звёздная) is een station van de metro van Sint-Petersburg. Het station maakt deel uit van de Moskovsko-Petrogradskaja-lijn en werd geopend op 25 december 1972. Het metrostation bevindt zich in een zuidelijke buitenwijk van Sint-Petersburg en dankt zijn naam ("Ster") aan een straat in de omgeving, de Zvjozdnaja oelitsa (Sterrenstraat). In de planningsfase werd het station Imeni Lensoveta ("Leningradse Raad") genoemd, eveneens naar een nabijgelegen straat.
Station Zvjozdnaja ligt 22 meter onder de oppervlakte en is het laatste Petersburgse metrostation van het bouwtype "horizontale lift". Dit type stations beschikt over een centrale perronhal die door middel van automatische schuifdeuren van de sporen wordt gescheiden. Aan het einde van de perronhal is een decoratief hekwerk van aluminium met sterren aangebracht. Het bovengrondse toegangsgebouw bevindt zich op de hoek van de Zvjozdnaja oelitsa en de Oelitsa Lensoveta.